# Wełnolot szary
Wełnolot szary (Eupetaurus cinereus) – gatunek ssaka z rodzaju wełnolot w rodzinie wiewiórkowatych (Sciuridae) występujący endemicznie w północnym Pakistanie. Wełnolot szary zamieszkuje jaskinie i szczeliny zboczy porośniętych sosnami himalajskimi, sosnami Gerarda, jałowcami i cedrami himalajskimi na wysokości 2400–3800 m n.p.m. Wiedzie nocny tryb życia. Międzynarodowa Unia Ochrony Przyrody uznaje wełnolota szarego za gatunek zagrożony wyginięciem.
Początkowo uważany za jedynego przedstawiciela rodzaju, w 2021 r. opisano dwa nowe gatunki z tego rodzaju.